# Excuse Me Miss
"Excuse Me Miss" é um single do cantor americano Jay-Z em parceria com Pharrell Williams lançado em 2003 para seu album The Blueprint²: The Gift & the Curse.
"Excuse Me Miss" foi o terceiro e último single de The Blueprint 2: The Gift & the Curse e foi bem sucedido comercialmente. Chegou no # 8 na Hot 100 da  Billboard e # 1 no R & B chart da mesma publicação em abril, tendo sido nomeado para o Prêmio Grammy para Melhor Música de Rap no 46º Grammy Awards, perdendo para Lose Yourself, de Eminem.